# TuS Nürnberg-West
Der TuS Nürnberg-West (offiziell: Turn- und Sportvereinigung Nürnberg-West e. V.) war ein Sportverein aus Nürnberg. Die erste Fußballmannschaft nahm einmal an der deutschen Meisterschaft des Arbeiter-Turn- und Sportbundes (ATSB) teil.

## Geschichte
Der TuS Nürnberg-West ging auf dem im Jahre 1891 gegründeten Arbeiterbildungsverein Vorwärts Neue-Leyh zurück. Fünf Jahre später wurde daraus der TV Seeleinsbühl, der im Jahre 1911 eine Fußballabteilung gründete. Ende 1911 fusionierte der TV Seeleinsbühl mit dem Arbeiter-Turnverein Nürnberg-West zur Freien Turnerschaft Nürnberg-West, der 1919 den Namen Turn- und Sportverein Nürnberg-West annahm. Vier Jahre später fusionierte dieser mit der Sportvereinigung Nürnberg-West, entstanden aus einer Fusion zwischen dem Athleten-Club Muggenhof und dem Kraftsport-Club Nürnberg, zur Turn- und Sportvereinigung Nürnberg-West.
Die Fußballer des TuS Nürnberg-West nahmen am Spielbetrieb des ATSB teil und wurden im Jahre 1925 erstmals Kreismeister. Als süddeutscher Meister erreichten die Wester das Halbfinale um die deutsche Meisterschaft, wo die Mannschaft dem Dresdner SV 10 mit 1:4 unterlag. Zwei Jahre später wurden die Nürnberger erneut Kreismeister und schlugen im Halbfinale Lorbeer 06 Hamburg um Erwin Seeler mit 4:1. Das Endspiel um die deutsche Meisterschaft wurde gegen den Dresdner SV 10 mit 1:4 verloren.
Mit der Machtergreifung der Nationalsozialisten im Jahre 1933 wurde der TuS Nürnberg-West verboten und aufgelöst. Die Mitglieder schlossen sich dem Reichsbahn SV Fürth an. Nach dem Ende des Zweiten Weltkriegs gründeten ehemalige Mitglieder des TuS Nürnberg-West den TSV Nürnberg-West, der 1948 mit dem Reichsbahn SV Fürth und der Reichsbahn SG Nürnberg zum ESV Nürnberg-West Fürth fusionierte.